# Raimondas Rumšas
Raimondas Rumšas (14 de janeiro de 1972, Silute, Lituânia), é um ciclista profissional desde 1996. Destacou-se após a classificação na terceira colocação do Tour de France 2002.

## Ocorrência de dopagem
Pouco depois de terminar em terceiro lugar (que ele obteve no último dia da competição) a polícia francesa descobriu um coquetel de drogas para aumento de performance, incluindo (o hormônio do crescimento) dentro do carro de sua mulher, Edita Rumšienė. Rumšas já havia deixado a França, mas a esposa ficou presa por vários meses antes de ser libertada, não obstante a sua alegação de que a droga era para a sogra dela.
Em janeiro de 2006, foi dado para Rumšas pelo tribunal de Bonneville, uma sentença de quatro meses de prisão por utilização de medicação proibida e importação de substâncias dopantes, sentença esta suspensa. Para sua esposa, Edita, foi dada a mesma pena com o acréscimo de uma multa de 3000 euros, enquanto que o médico polaco Krzysztof Ficek recebeu uma pena suspensa de 12 meses, pela prescrição das drogas.
O teste antidoping foi negativo, após a sua classificação em sexto lugar no Giro d'Italia de 2003. 

## Premiações
1999
Tour of Britain - vencedor etapa 4
2000
Giro di Lombardia
2001
Vuelta al País Vasco
2002
Tour de France - 3ª colocação geral